# At Folsom Prison
| 전문가 평가               | 전문가 평가     |
| 평가 점수                 | 평가 점수       |
| 출처                      | 점수            |
| ------------------------- | --------------- |
| AllMusic                  | (re-issue)      |
| Pitchfork                 | (Legacy) 9.7/10 |
| PopMatters                | (Legacy) 10/10  |
| Rolling Stone             | (Legacy)        |
| Rolling Stone Album Guide | (Legacy)        |

《At Folsom Prison》은 1968년 5월 컬럼비아 레코드에서 발매된 미국의 가수 조니 캐시의 라이브 음반이다. 1955년 그의 노래 〈Folsom Prison Blues〉 이후 캐시는 교도소에서 공연을 녹음하는 것에 관심이 있었다. 그의 아이디어는 1967년까지 보류되었는데, 그 때 컬럼비아 레코드의 인사 이동으로 밥 존스턴이 캐시의 자료 프로듀싱을 담당하게 되었다. 캐시는 최근 그의 약물 남용 문제를 통제했고, 몇 년 동안 제한된 상업적 성공을 거둔 후 그의 경력을 되돌릴 방법을 찾고 있었다. 준 카터 캐시, 칼 퍼킨스와 테네시 쓰리의 지원을 받은 캐시는 1968년 1월 13일 캘리포니아의 폴섬 주립 교도소에서 두 번의 공연을 했다. 이 음반은 첫 번째 쇼의 15곡과 두 번째 쇼의 2곡으로 구성되어 있다.
컬럼비아의 초기 투자액이 적었음에도 불구하고, 《At Folsom Prison》은 미국에서 큰 인기를 끌었으며, 컨트리 차트 1위, 전국 음반 차트 15위에 올랐다. 〈Folsom Prison Blues〉의 라이브 버전인 리드 싱글은 40위권 안에 들었고, 캐시는 1964년 〈Understand Your Man〉 이후 처음으로 히트했다. 폴섬 교도소는 긍정적인 평가를 받았고 캐시의 경력에 활력을 불어넣어 주었으며, 《At San Quentin》(1969년), 《På Österåker》(1973년), 《A Concert Behind Prison Walls》(1976년) 등이 수록된 교도소에서 녹음된 일련의 라이브 음반에서 첫 번째가 되었다. 이 음반은 1999년에 추가 트랙, 2008년에 세팅된 3개의 디스크, 2018년에 레코드 스토어 데이를 맞아 보너스 리허설이 있는 5개의 LP 박스 세트로 다시 발매되었다. 그것은 2003년에 300만 달러를 넘는 미국 판매를 위해 트리플 플래티넘을 인증받았다.

## 배경
조니 캐시는 미국 공군 보안국에서 근무하면서 캘리포니아의 폴섬 주립 교도소에 관심을 갖게 되었다. 1953년, 그의 부대는 크레인 윌버의 1951년 영화 《폴섬 교도소의 벽 안》을 관람했다. 이 영화는 캐시에게 교도소 생활에 대한 그의 인식을 반영하는 노래를 쓰도록 영감을 주었다. 그 결과는 캐시가 선 레코드에서 두 번째로 발표한 싱글 음반인 〈Folsom Prison Blues〉이다. 이 노래는 수감자들 사이에서 인기를 끌었는데, 그는 캐시에게 편지를 써서 교도소에서 그에게 공연을 부탁했다. 캐시의 첫 교도소 공연은 1957년 헌츠빌 주립 교도소에서 있었다. 호의적인 접대에 만족한 그는 1968년 폴섬 공연에 이르는 여러 해 동안 다른 교도소에서 공연을 했다.
〈I Walk the Line〉, 〈Understand Your Man〉 그리고 〈Ring of Fire〉와 같은 노래들로 상업적인 성공을 거둔 지 몇 년 후, 캐시의 인기는 줄어들었다. 이것은 부분적으로 그가 마약에 대한 의존도가 증가했기 때문이다. 1967년에 캐시는 그의 증가하는 마약 문제에 대한 도움을 구했다. 연말에, 그의 약물 사용은 감소했고 그는 그의 경력을 회복시키려 했다. 동시에, 컬럼비아 레코드의 컨트리 부분은 주요 인사 이동을 겪었다. 캐시의 음반 몇 장을 프로듀싱을 했던 프랭크 존스와 돈 로우는 그의 변덕스러운 행동과 스튜디오 간부들과 의견이 일치하지 않는 것으로 알려진 밥 존스턴의 편을 들어 쫓겨났다. 캐시는 이것을 교도소에서 라이브 음반을 녹음하는 그의 아이디어를 제안하는 기회로 보았고, 존스턴은 그 개념을 열렬히 지지했다. 존스턴은 샌 퀜틴 주립 교도소와 폴섬에게 전화를 걸어 폴섬이 가장 먼저 대응했다.

## 곡 목록
| #  | 제목                       | 작사·작곡              | 재생 시간 |
| -- | -------------------------- | ---------------------- | --------- |
| 1. | 〈Folsom Prison Blues〉    | 조니 캐시              | 2:42      |
| 2. | 〈Dark as the Dungeon〉    | 멀 트래비스            | 3:05      |
| 3. | 〈I Still Miss Someone〉   | 캐시, 로이 캐시 주니어 | 1:38      |
| 4. | 〈Cocaine Blues〉          | T.J. 아놀              | 3:01      |
| 5. | 〈25 Minutes to Go〉       | 셸 실버스타인          | 3:31      |
| 6. | 〈Orange Blossom Special〉 | 어빈 T. 라우스         | 3:01      |
| 7. | 〈Long Black Veil〉        | 마리존 윌킨, 대니 딜   | 3:57      |

| #  | 제목                                        | 작사·작곡                 | 재생 시간 |
| -- | ------------------------------------------- | ------------------------- | --------- |
| 1. | 〈Send a Picture of Mother〉                | 캐시                      | 2:11      |
| 2. | 〈The Wall〉                                | 할런 하워드               | 1:49      |
| 3. | 〈Dirty Old Egg-Sucking Dog〉               | 잭 클레멘트               | 1:17      |
| 4. | 〈Flushed From the Bathroom of Your Heart〉 | 클레멘트                  | 2:39      |
| 5. | 〈Jackson (with 준 카터)〉                  | 빌리 에드 휠러, 제리 리버 | 2:56      |
| 6. | 〈Give My Love to Rose (with 준 카터)〉     | 캐시                      | 2:41      |
| 7. | 〈I Got Stripes〉                           | 캐시, 찰리 윌리엄스       | 1:42      |
| 8. | 〈Green, Green Grass of Home〉              | 컬리 푸트맨               | 2:57      |
| 9. | 〈Greystone Chapel〉                        | 글렌 셜리                 | 5:34      |

## 인증
| 국가                       | 인증        | 판매량/출하량 |
| -------------------------- | ----------- | ------------- |
| 캐나다 (뮤직 캐나다)       | 플래티넘    | 100,000^      |
| 아일랜드 (IRMA)            | 골드        | 7,500^        |
| 영국 (BPI)                 | 골드        | 100,000^      |
| 미국 (RIAA)                | 3× 플래티넘 | 3,000,000^    |
| ^출하량을 기반으로 한 인증 |             |               |